# Lasioglossum macrurum
Lasioglossum macrurum är en biart som först beskrevs av Cockerell 1931.  Lasioglossum macrurum ingår i släktet smalbin, och familjen vägbin. Inga underarter finns listade i Catalogue of Life.